# Schlacht von Junín
Die Schlacht von Junín am 6. August 1824 war der Beginn des Feldzugs von Simón Bolívar, der mit der Zerschlagung der Norddivision des königlich-spanischen Heeres die Befreiung von Peru einleitete. Mit der Schlacht von Ayacucho endeten der Feldzug und die spanische Vorherrschaft in Südamerika Anfang Dezember desselben Jahres.

## Vorgeschichte
Nach den Teilerfolgen der chilenisch-argentinischen Befreiungsexpedition von José de San Martín, die den Norden Perus sowie die zentrale Küste mit Lima der Unabhängigkeit zuführen, aber nicht das gesamte Land unter Kontrolle bringen konnte, begannen die politischen Verhältnisse instabil zu werden, und die Patrioten verstrickten sich in Meinungsverschiedenheiten. In dieser innerlich wie äußerlich schwierigen Lage rief der Kongress den erfolgreichen Befreier von Neugranada (Schlacht von Boyacá), Venezuela (Schlacht von Carabobo) und Quito (Schlacht von Pichincha), Simón Bolívar, zu Hilfe. Hintergrund war ein am 6. Juli 1822 geschlossener Beistandspakt zwischen Großkolumbien und Peru. Bolívar, 1822 noch mit der Befriedung von Königstreuen in den befreiten Ländern beschäftigt, traf sich in Guayaquil mit José de San Martín (was zu dessen endgültigem Rückzug vom Befreiungskrieg führte) und sandte seinen fähigsten Offizier, Antonio José de Sucre mit fünftausend Soldaten in zwei Partien im März und April 1823 zur Unterstützung der Patrioten nach Peru. Sucre sollte auch die politische Lage sondieren, da Bolívar keine Neigung verspürte, seine Reputation bei innerperuanischen Streitigkeiten aufs Spiel zu setzen. Trotz der starken Präsenz der Spanier im zentralen Hochland östlich von Lima war die politische Herausforderung für Sucre größer als die militärische.
Der nach dem katastrophalen Scheitern eines Feldzugs an die Südküste vermittels eines Staatsstreichs Anfang 1823 zu Macht gekommene Andrés de Santa Cruz sollte in einem zweiten Feldzug an die Südküste das Einflussgebiet der Republik ausdehnen. Sein Eigensinn, der die angebotene Hilfe Sucres zurückwies, sorgte für ein zweites Scheitern, obwohl diesmal sogar Teile von Oberperu (Alto Peru, heute: Bolivien) kurzzeitig befreit werden konnten. Dieser Misserfolg Mitte 1823 rief zusammen mit einem weiteren Putsch Bolívar selbst auf den Plan, der wusste, dass nur ein insgesamt befreiter Kontinent die Unabhängigkeit der bereits befreiten Länder sichern konnte. Am 1. September 1823 erreichte Bolívar auf dem Seeweg mit weiteren eintausendfünfhundert Soldaten Lima. Seine erste Aufgabe bestand in der Wiederherstellung der Ordnung in Peru, da es zu diesem Zeitpunkt zwei Präsidenten gab, die einander nicht anerkannten. Bis zum Jahresende 1823 war Bolívar mit dieser Aufgabe und dem Aufbau einer funktionierenden Verwaltung beschäftigt.
Als er zum Jahresende auf den Weg von Trujillo, wo er den überzähligen Präsidenten hatte absetzen lassen, nach Lima war, wurde er von einer schweren Krankheit (seine beginnende Tuberkulose, an der er 1830 starb) befallen, die ihn einen Monat niederwarf. Während er im Januar 1824 ans Krankenbett gefesselt war, ereignete sich in Callao, dem Hafen Limas, ein Aufstand von argentinischen Truppen, die San Martín zurückgelassen hatte, der mit der Einnahme der Festung Real Felipe im Hafen von Lima endete. Die Spanier erkannten sofort ihre Chance und entsandten Truppen, um die Aufständischen zu unterstützen. Dadurch wurde Lima unhaltbar für die Patrioten, zumal ein Großteil der Soldaten im Norden stationiert war, da sie zur Absetzung des zweiten Präsidenten gebraucht worden waren.
Nach seiner Genesung ließ Bolívar seine Truppen von seinen Offizieren – allen voran Sucre – ausrüsten und auf den Einsatz in der Höhe der Anden vorbereiten. Vorher hatte er sich vom Kongress in Trujillo zum Militärdiktator mit unbeschränkten Befugnissen ausrufen lassen. Er überließ Lima einstweilen den Spaniern und entwarf den Plan zu einem Feldzug, der zuerst die Zerschlagung der Norddivision, die das zentrale Hochland beherrschte, vorsah und danach die endgültige Befreiung mit der Niederwerfung der Süddivision, die (zumindest teilweise) unter Vizekönig de la Serna in Cusco lag.

## Der Beginn des Feldzugs
Während der Vorbereitung hatte Sucre immer wieder auf ein schnelleres Vorgehen gedrängt und auch Vizekönig José de la Serna hatte den Oberbefehlshaber des Nordheeres, José de Canterac, angewiesen, die Patrioten während der Vorbereitung  anzugreifen. Aber sowohl Bolívar wie auch Canterac zogen es vor abzuwarten. Der Venezolaner, weil er auf einer vollständigen Vorbereitung bestand, und der Franzose, weil ihm das Risiko, das nördliche Hochland zu verlieren, zu groß war. Am 15. Juni 1824 gab Bolívar schließlich den Befehl zum Aufbruch für die Truppen, die sich aus logistischen Gründen an verschiedenen Orten an den Hängen der Anden im Bereich der südlichen Nordküste auf den Feldzug vorbereitet hatten. Treffpunkt für die großkolumbische, die peruanische und die Neugrenadiner Division war Cerro de Pasco. Dies war der erste größere Ort nördlich der Stellungen der Spanier im zentralen Hochland, die etwa von Tarma über Jauja bis Huancayo stationiert waren.
Während der Vorbereitung und der Erwartung von Nachschub aus Neugranada für das vereinigte Heer aus Großkolumbiern, Peruanern und Chilenen hatten sich örtliche Guerilleros, montoneros genannt, mit den Spaniern beschäftigt, um diese abzulenken. Diese Plänkler, wie man auf Deutsch sagen könnte, waren bei keinem der beiden großen Befreier beliebt, aber mit ihren Hinterhalten, Nachschubstörungen, Einschüchterungen, aber auch wichtigen Hilfsdiensten für das republikanische Heer, wie beispielsweise Erkundung und Nachrichtentransport, leisteten sie einen nicht zu unterschätzenden Beitrag für die Befreiung Perus.
Am 2. August hielt Bolívar nahe Cerro de Pasco eine Heerschau ab, die auch den europäischen Offizieren in seinen Reihen Respekt abnötigte. Wie üblich nutzte er diese, um seine Soldaten auf das Ziel einzuschwören und moralisch zu stärken: „Soldaten! Ihr werdet das größte Werk vollenden, das der Himmel den Menschen aufgetragen hat: das, die ganze Welt von Sklaverei zu befreien. Soldaten! Der Gegner, den Ihr vernichten werdet, brüstet sich mit vierzehn Jahren des Triumphs, sie wären demnach würdig, ihre Waffen mit den Euren zu messen, die in tausend Gefechten geglänzt haben. Soldaten! Peru und ganz Amerika erhoffen von euch den Frieden, den Sohn des Sieges, und sogar das liberale Europa schaut auf euch mit Entzücken, weil die Freiheit der Neuen Welt die Hoffnung des Universums ist. Werdet Ihr sie hintergehen? Nein. Nein. Ihr seid unbezwingbar.“
Die Spanier hatten aufgrund eines Aufstands in den eigenen Reihen in Oberperu ihr Heer aufteilen müssen, so dass Canterac seinen Stabschef Jeronomó Valdés mit fünftausend Mann entbehren musste. Mit immerhin rund achttausend Mann, die er zur Verfügung hatte, war er den Republikanern, die rund neuntausend Soldaten aufgeboten hatten, numerisch unterlegen, aber die strategischen Fähigkeiten des gebürtigen Franzosen konnten diesen Umstand zusammen mit der Erfahrenheit und der Disziplin seiner Truppen durchaus ausgleichen. Als er vom Anmarsch des Vereinigten Heeres erfuhr, vereinigte er seine Truppen am 1. August und zog mit dem Gros seines Heeres an die nördliche Grenze seines Einflussbereichs, nach Tarma, um sich Bolívar entgegenzustellen.
Etwa fünfundzwanzig Kilometer südwestlich von Cerro de Pasco beginnt ein See, damals Lago de Chinchaycocha, an dessen Südostufer sich Pueblo de Reyes de Chinchaycocha befindet. Ort und See heißen heute auf Anweisung Bolívars Junín. Während Canterac auf direktem Weg, östlich des Sees, auf Cerro de Pasco marschierte, um seinen Gegner zu stellen, hatte Bolívar auf der Westseite des Sees die Königstreuen bereits umgangen. Als Canterac, der mit seiner gesamten Kavallerie erkundete, am Nachmittag des 5. August erfuhr, dass er umgangen worden war, war es für einen Rückzug am selben Tag zu spät. So eilte er am folgenden Tag wieder zurück, um zu verhindern, dass die Verbindung zu seinen Nachschublagern und zum Vizekönig de la Serna in Cusco unterbrochen würde.
Das republikanische Heer befand sich zu diesem Zeitpunkt bereits südwestlich des Sees und hatte auf Verstärkungen gewartet. Als sich Bolívar ebenfalls an diesem 6. August zum Marsch Richtung Südosten entschloss, hatte er keine Möglichkeit mehr, selbst den Ort des Gefechts zu wählen, sondern der Zufall bestimmte diesen.

## Schlachtverlauf
Canterac war in Eilmärschen auf der Ostseite des Sees zurückgekehrt und hoffte, selbst eine geeignete Stellung zu finden, um die Separatisten aufzuhalten. Seine Infanterie bildete die Marschspitze, während er selbst mit der Kavallerie den Rückraum abdeckte. Bolívar hingegen führte mit der Kavallerie die Vorhut, um den Spaniern den Weg abzuschneiden. Als die beiden Truppen am Nachmittag einander ansichtig wurden, befanden sich ihre Infanterien und Geschütze jeweils einige Kilometer entfernt, so dass eigentlich beide deren Eintreffen hätten abwarten müssen. Für eine Schlacht wäre es an diesem Tag jedoch zu spät geworden.
Bolívar jedoch wollte sich die Gelegenheit nicht entgehen lassen und befahl – trotz seiner ungünstigeren Position – den Angriff. Denn während Canterac seine Reiter auf der rund 4200 Meter hoch gelegenen Pampa von Junín in Formation antreten lassen konnte, steckte Bolívars Kavallerie in Kolonnenformation eingeklemmt zwischen dem Sumpf südöstlich des Junínsees und einem Berg südlich der Patrioten.
Als zwischen 16 und 17 Uhr der Angriff der Spanier erfolgte, standen immerhin die berittenen Gardegrenadiere unter dem Kasselaner Major Otto Philipp Braun an der Spitze, um den ersten Anprall der Spanier aufzuhalten. Die kampferprobten Llaneros von José Antonio Páez, die Pablo Morillo, der spanische Expeditionsleiter 1815, in den höchsten Tönen gelobt hatte, befanden sich am Ende der Kolonne und konnten vorerst nicht eingreifen. Braun, der eigentlich die Leibgarde Bolívars befehligte und nur ersatzweise die Grenadiere kommandierte, gab mit seiner Standfestigkeit das Beispiel für die Südamerikaner, die nicht von seiner Seite wichen, obwohl Canterac zuerst zentral seine Husaren und schließlich an den Flanken seine Dragoner in die Schlacht warf. Weitere Schwadronen konnten dadurch – langsam zwar – durch die Engstelle auf das Schlachtfeld gelangen. In der ausschließlich mit Hieb- und Stichwaffen geführten Kavallerieschlacht fiel kein einziger Schuss.
Aber auch die nachdrängenden Reiter der Patrioten waren nicht in der Lage, das Blatt zu diesem Zeitpunkt zu wenden: Mariano Necochea, der argentinische Chef der Kavallerie, geriet mit insgesamt sieben leichten Verwundungen in Gefangenschaft, und der Kommandant der peruanischen Husaren, William Miller aus Kent, übernahm die Führung. Aber auch sein von Bolívar aufgetragener Angriff brachte keine Verbesserung der Lage der Separatisten, da Canterac seine Berittenen gekonnt leitete.
Bolívar war nun geneigt, die Schlacht verloren zu geben und wollte lediglich seine Truppen in Sicherheit bringen. Mit dieser Order schickte er den peruanischen Major Andrés Rázuri ins Schlachtgeschehen. Viele der Patrioten befanden sich bereits auf dem Rückzug und Canterac sah sich schon als Sieger. So ist es zu erklären, dass er der Auflösung seiner Formationen zur Verfolgung tatenlos zusah. Rázuri erkannte dies und änderte eigenmächtig Bolívars Befehl: Er übermittelte, dass erneut angegriffen werden sollte. Die peruanischen Kürassiere unter Isidoro Suárez preschten vor und erlitten dabei schwere Verluste, aber ihr Einsatz machte sich bezahlt. Vor allem in psychologischer Hinsicht, denn auch die anderen Truppenteile von Bolívars Reiterei fanden nun zur Ordnung zurück und stießen in die ungeordneten Reihen der Spanier. Jetzt waren auch die Llaneros unter José Laurencio Silva endlich auf dem Schlachtfeld eingetroffen. Der Augenzeuge Francis Burdett O’Connor aus Bolívars Stab schreibt in seinen Memoiren, dass der Anritt der Lanzenreiter die Erde beben ließ. Diese Attacke der mit bis zu dreieinhalb Meter langen Lanzen, welche aber leichter und stabiler waren als die der Spanier, ausgerüsteten ehemaligen Viehhirten ließ das Treffen für die Royalisten zur Katastrophe werden.
Mit Canterac an der Spitze suchten die königlichen Truppen ihr Heil in der Flucht. Lediglich die hereinbrechende Nacht verhinderte den Totalverlust der spanischen Kavallerie. Diese hatten in der Dreiviertelstunde, die das Gefecht gedauert hatte, 330 Mann inklusive 80 Gefangener verloren, ein Drittel ihrer Truppe. Wie Miller angibt, starben viele ihrer Verwundeten durch den Nachtfrost. Die republikanischen Reiter büßten keine 150 Mann ein, ein Sechstel von Bolívars Reitern.

„Dieser erste Succeß gibt den gegründetesten und schmeichelhaftesten Hoffnungen Raum, und ist eine günstige Vorbedeutung der baldigen Beendigung dieses Krieges, welcher das reiche Peru verwüstet hat. […] Ueber 1000 feindliche Reiter, welche vortheilhaft postirt waren, sind von 400 der Unserigen in die Flucht geschlagen worden. Die beyderseitigen Heerführer, der Libertador und Canterac, commandirten ihre Cavallerie in Person. Canterac ist vor dem Libertador geflohen, und hat dessen unwiderstehliche Macht gefühlt. Die Reiterey war die Elite der royalistischen Armee, und bestand aus Veteranen, wovon der größte Theil Spanier waren. Der Kampf war schrecklich, und unsere Reiterey vollbrachte Wunder der Tapferkeit. Canterac both alle seine Geschicklichkeit und Unerschrockenheit auf, wurde aber dennoch zur schmachvollen  Flucht mit einer handvoll seiner tapferen Reiter, welche beynahe den dritten Theil seiner Truppen ausmachten, gezwungen. Der Libertador war überall, wo Gefahr drohte, der Erste voran, und seine Gegenwart, welche allein eine Armee aufwog, brachte Canterac und seine Veteranen zur Verzweiflung. Das hiesge Volk hat diese Siegesnachrichten mit unbeschreiblichem Jubel aufgenommen.“

## Nachgang
Von der Größenordnung her auch für südamerikanische Verhältnisse eher ein Gefecht als eine Schlacht, liegt die Bedeutung des Treffens von Junín in der Zerschlagung der spanischen Norddivision im zentralen Hochland, da dieser Sieg – auch bei Canterac – keine Zuversicht aufkommen ließ, das vereinigte Heer auf seinem Weg nach Cusco noch aufhalten zu können. Die Spanier flohen, von den Separatisten nicht ernsthaft verfolgt, aber von montoneros bedrängt, ins südliche Hochland zum Vizekönig de la Serna. Dessen Initiative im November und Dezember gipfelte in der Schlacht bei Ayacucho, in der die Spanier in Südamerika endgültig besiegt wurden.
Bolívar zeichnete viele Helden, für ihre Leistungen auf der Pampa von Junín aus – nicht jedoch Rázuri, den er selbst überhaupt nicht erwähnt. Otto Philipp Braun erhielt noch auf dem Schlachtfeld seine Ernennung zum Oberstleutnant und, als die Urkunden eintrafen, dazu die Beförderung zum Obersten, da sein Einsatz das Nachrücken der restlichen Reiter in die Gefechtszone überhaupt erst ermöglicht und ein Eingeklemmtwerden in der ungünstigen Marschformation verhindert hatte.